# Фауна Азербайджана
Фауна Азербайджана состоит из представителей животного мира, населяющих различные местные экосистемы: лесную, горную, субальпийскую и альпийскую (Большой и Малый Кавказ, Талышские горы), морскую и прибрежную, стоячих и проходных вод, водно-болотную, а также низменностей и пустыни. Для Азербайджана эндемичны более 100 видов растений и животных.

## Общие сведения
На равнинах распространены такие млекопитающие, как заяц, волк, лиса, джейран, из пресмыкающихся — болотная, каспийская и средиземноморская черепаха, полосатая ящерица, обычный и водный уж, гадюка.

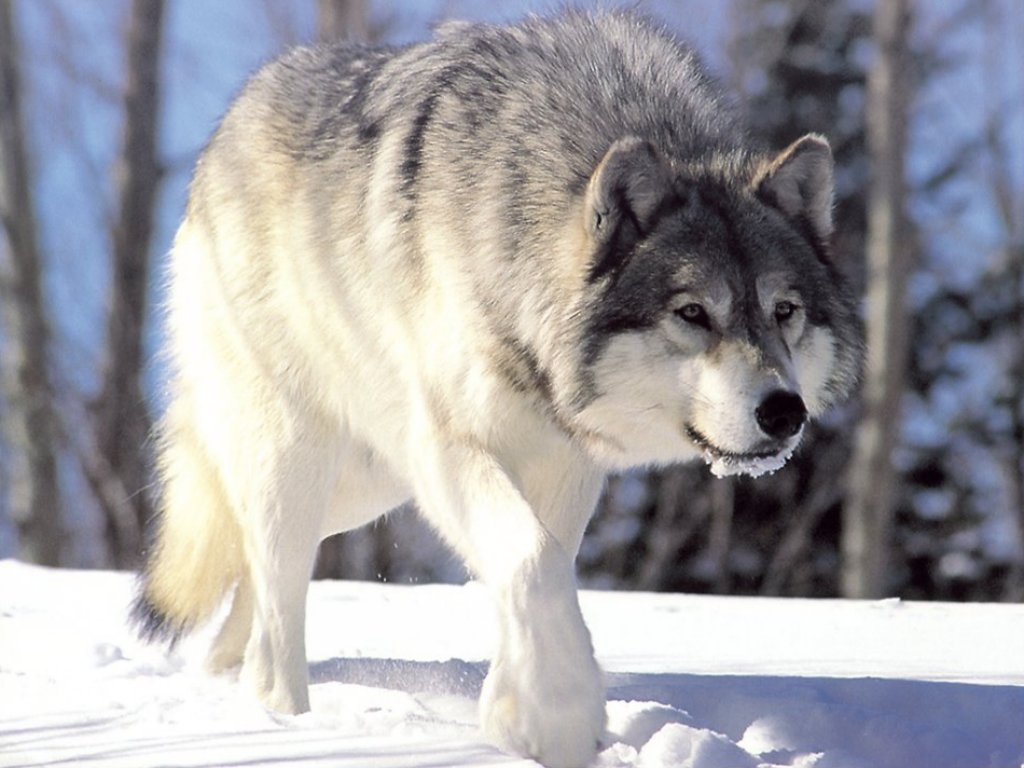

В долинах Куры и Араза водятся дикий кабан, косуля, барсук, шакал. В горах обитают благородный олень, дагестанский тур, серна, безоаровый козел, косуля, медведь, рысь, лесной кот, встречаются муфлон и леопард. Интродуцированы такие животные, как пятнистый олень, сайгак, енотовидная собака, американский енот, нутрия, скунс. Весьма разнообразен мир птиц (фазан, куропатка, тетерев, утка, гусь, лебедь, цапля, пеликан, фламинго, баклан, многие из них прилетают на зимовку.

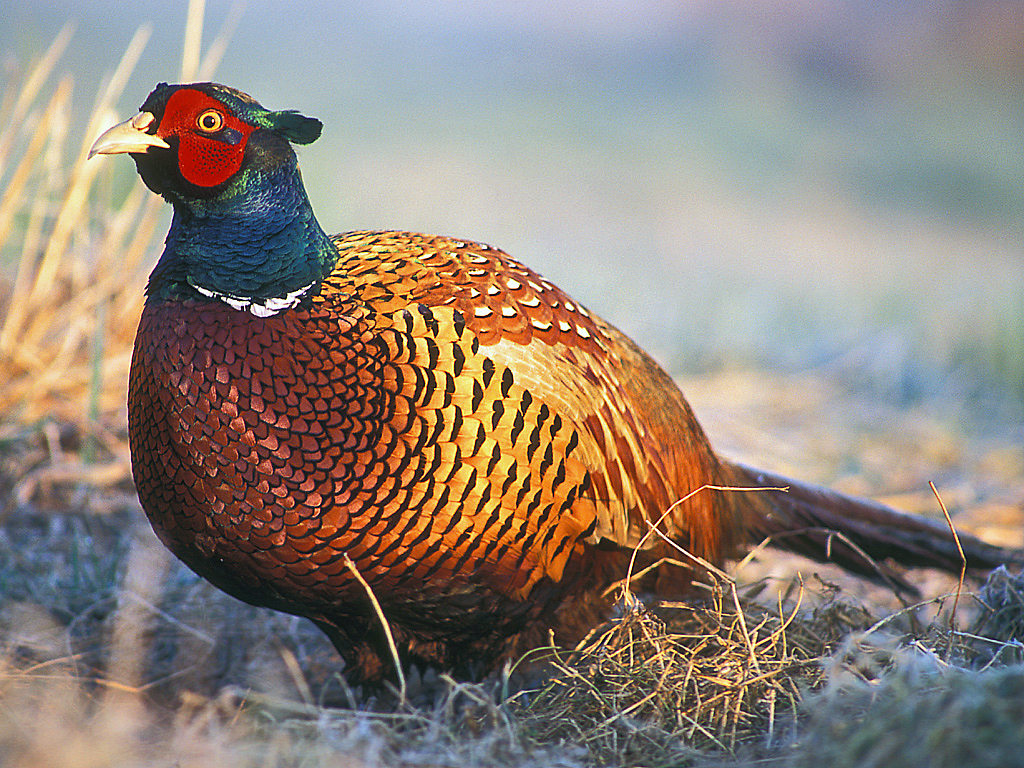

В Красную книгу Азербайджана занесено 108 видов животных, в том числе 14 видов млекопитающих, 36 видов птиц, 13 видов земноводных и пресмыкающихся, 5 видов рыб и 40 видов насекомых.
Эндемики Азербайджана: Вероника можжевёловая, муравей Aulacopone relicta, паук Agelescape caucasica и другие виды.
Животный мир Азербайджана очень богат. Имеется 97 видов млекопитающих, 357 видов птиц, 67 видов рептилий и амфибий, 97 видов рыб, более 15 тысяч видов беспозвоночных.
Символом фауны Азербайджана является карабахская лошадь, которая является гоночной, степной лошадью, которую можно найти только в Азербайджане. Карабахская лошадь выделяется своей скоростью. Лошадь названа в честь Карабахского региона.

## Птицы
В Азербайджане зарегистрировано 363 вида птиц примерно 60 семейств: от крупных птиц, таких как, орлы, фламинго, до различных видов красочных маленьких птиц, таких как пчеловоды, удочки, вальдшнепы, утки, гуси, лебеди. 
Около 40% видов проживают в Азербайджане в течение года, 27% — зимой. Зима в Азербайджане не холодная, относительно мягкая. Поэтому многие птицы с севера мигрируют в Азербайджан зимой. Водные птицы, такие как лебеди, гуси, утки, фламинго обычно собираются в болотах, прибрежных и внутренних районах Азербайджана.
Через Азербайджан пролегает маршрут перелётных птиц из Восточной Европы и Западной Сибири в Южную и Восточную Африку, Юго-Западную Азию и обратно.
Беркут является одной из птиц, живущих в ограниченном ареале, главным образом в высоких горах. Кавказский тетерев наблюдается в субальпийской зоне Малого и Большого Кавказа, зеленоголовая утка наблюдается на побережье Каспийского моря, в водах республики.
На октябрь 2024 года в Азербайджане зарегистрировано 704 022 перелётные птицы (42 % – на севере, 37 % – на юге, 14 % – в центральной части, 7 % – на западе).

## Рыбы
В пресноводных бассейнах страны и на Каспийском море имеются 97 видов рыб. Из них более 15 тысяч видов беспозвоночные. Большинство из них приходится на долю реки Кура, окружающих озёр, а также в Мингечевирского водохранилища. Большинство рыб являются анадромными или полуанадромными (молодые растут в солёной воде и мигрируют в пресную воду, чтобы размножаться после достижения зрелости).
Самыми ценными из анадромных рыб являются лосось, осётр и белуга. Мясо и икра осетровых очень ценны. Кроме того, водные бассейны Азербайджана содержат такие ценные виды рыб, как лещ, сазан, рутилус кутум и другие.
Такие виды рыб, как сельдь, вылавливаются в Каспийском море. Строительство ряда гидротехнических сооружений на реке Кура, а также загрязнение воды в Каспийском море привели к значительному сокращению количества ценных видов рыб.
Для восстановления рыбных запасов и увеличения количества видов рыб были запущены три инкубатория (Курагзи, Алибайрамли и Куринский экспериментальный осетровый инкубатор) для целей мелиорации и рыбоводства. 
В 1970-х годах в Азербайджане были обнаружены два новых вида рыб — Pseudorasbora parva и корейский sharpbelly. Sharpbelly является речной рыбой, живущей в реках Кура и Араз, в реках Ленкоранской области, водохранилище Мингачевир. Они могут быть найдены в азербайджанском секторе Каспийского моря от Абшеронского полуострова до Астаринского района.

## Млекопитающие
В Азербайджане зарегистрировано около 107 видов млекопитающих. Популярными видами являются кавказские козы и западно-кавказские муфлоны, которые населяют Нахичевань и западные склоны крупного Кавказа. 
Джейраны относятся к числу редчайших и самых быстрых видов млекопитающих на Кавказе. Их можно найти в Ширванском природном заповеднике, Бендованском и Корчайском районах Азербайджана. С 2010 года действует проект реинтродукции джейранов. Проект ставит целью восстановление исторического ареала джейранов. Джейраны выпускаются из национальных парков Азербайджана в Аджынохурскую степь. К осени 2023 года численность джейранов в данной степи достигла 335 особей. Всего по программе реинтродукции выпущено 370 джейранов. Джейраны также выпускаются в местность Ахар-бахар Гахского государственного природного заказника.
В 2014 году 150 газелей были возвращены на свои исторические территории в рамках четырёхлетней программы реинтродукции газелей в их исторические места обитания на Кавказе. 
Кавказский козёл встречается на больших высотах Кавказа, где воздух очень тонкий, а хищники встречаются редко. По сравнению с домашними козами, кавказский козий мех очень толстый, и благодаря этому животное хорошо приспособлено к низкой температуре гор.
Кавказский муфлон — дикий тип овец, намного крупнее, чем домашние овцы. Муфлоны встречаются на равнинах, где они могут пастись целый год. У этих скалолазов ноги длинные и мускулистые. Благодаря этому они могут работать очень быстро.
Кавказский леопард — один из редчайших животных в мире. Они обитают в Южно-Кавказских горах, горах Зангезурского хребта и Талышских горах. Кавказские леопарды находятся под угрозой исчезновения из-за незаконной охоты.
Фауна Большого Кавказа, которая является естественной границей на севере Азербайджана, очень богата. Здесь обитают млекопитающие, такие как рысь, кавказский бурый медведь, дикая кошка, барсук, каменная куница, красная косуля, серна, восточнокавказский козерог, кавказская белка, полевые мыши. 
Абшеронский национальный парк, расположенный на Абшеронском полуострове, славится своими газелями и каспийскими тюленями.  Социальная полёвка, серый хомячок являются обычными на территории Баку. Обитателями Гобустанского, Кызылагахского и Ширванского национальных парков являются шакалы, волки, лисы, мраморные хорьки, зайцы, гигантские канава-лягушки, огромные стаи перелётных птиц, кошка-джунгли, золотой шакал, кабан, евразийская водная полёвка.
Талышские горы Азербайджана покрыты густыми лесами, в которых широко распространены каспийская землеройка, сосновая полёвка, щелковиковая и полевая мышка Гиркана, южный белохвостый ёж, левантийская моль, западные барбастельные, степные и черноморские полевые мыши и индийский хохлатый дикобраз. Здесь находится Гирканский Национальный парк.
Нахичеванская автономная республика популярна редкими видами млекопитающих и рептилий. Более распространённые виды — македонская мышь, виноградовская и персидская рыбы. Кошка Паллады является самым редким видом животных в этом районе.